# Austrotyla montani
Austrotyla montani är en mångfotingart som beskrevs av Loomis och Schmitt 1971. Austrotyla montani ingår i släktet Austrotyla och familjen Conotylidae. Inga underarter finns listade i Catalogue of Life.